# Xã Humboldt, Quận Humboldt, Iowa
Xã Humboldt (tiếng Anh: Humboldt Township) là một xã thuộc quận Humboldt, tiểu bang Iowa, Hoa Kỳ. Năm 2010, dân số của xã này là 528 người.